# Giovanna d'Arco al rogo
Giovanna d'Arco al rogo is een Italiaanse muziekfilm uit 1954 onder regie van Roberto Rossellini. Het scenario is gebaseerd op het oratorium Jeanne d'Arc au bûcher van Paul Claudel en Arthur Honegger.

## Verhaal
De Franse heldin Jeanne d'Arc wordt veroordeeld tot de brandstapel. Broeder Dominicus staat haar bij in de verwerking van haar doodsvonnis. Hij laat haar eerst haar aanklagers zien in de gedaante van dieren. Op die manier wordt hun ware aard duidelijk. Dan toont hij haar wat ze heeft betekend voor de mensheid. Jeanne d'Arc gaat trots de brandstapel tegemoet.

## Rolverdeling
| Acteur             | Personage         |
| ------------------ | ----------------- |
| Ingrid Bergman     | Jeanne d'Arc      |
| Tullio Carminati   | Broeder Dominicus |
| Giacinto Prandelli | Procus            |
| Augusto Romani     | Heuterbise        |
| Agnese Dubbini     | Mevrouw Botti     |